# Trafikbestämmelser för järnväg
Trafikbestämmelser för järnväg (TTJ) är en regelsamling för trafiksäkerheten vid de järnvägar som förvaltas av Trafikverket i Sverige. Även andra infrastrukturförvaltare kan tillämpa dem, men det är inget krav. De måste dock ha någon form av motsvarande bestämmelser. 
Regelsamlingen utfärdas av Trafikverket och de kan jämföras med trafikreglerna för vägtrafik. Tidigare har järnvägens trafikregler bestämts av Järnvägsstyrelsen, sedermera Transportstyrelsen (JTF), och innan dess av SJ, sedermera Banverket (SÄO).

## System
Med system menas den tekniska lösning för säkerheten som en bana är anpassad. För beskrivning av säkerhetskomponenter såsom optiska signaler, spårledningar, baliser, GSM-R mm se säkerhetssystem och ERTMS. Följande system finns i Sverige:
- System H. För automatiserade banor (fjärrblockerade) med optiska signaler, spårledningar och ATC. Det är banor där man automatiskt kontrollerar var tåg befinner sig. Tåg ska ha speciell utrustning men kan gå i begränsad hastighet (80 km/h) utan det. Kommer att ersättas av system E2 (se nedan) när det europeiska säkerhetssystemet ERTMS införs.
- System M. För ej automatiserade banor (ej linjeblockering, men spårledningar kan förekomma). Tågen hanteras av två tågklarerare helt manuellt med tåganmälan.
- System S. För banor som upplåts åt en transport i taget, en spärrfärd. Hanteras av en tågklarerare. Motsvarar det som i gamla SÄO hette vagnuttagning eller "VUT-banor".
- System R. För banor som styrs med radioblockering. Finns endast på Tjustbanan och en del av Stångådalsbanan och kräver speciell utrustning i fordonen.
- System E2. För banor som utrustats enligt ERTMS nivå 2. Alla huvudlinjer saknar optiska signaler men har spårledningar och använder GSM-R för kommunikation av positioner och signalmeddelanden. Det infördes första gången i full drift 2010 och ska vara det framtida systemet på huvudlinjer, normalt istället för system H.
- System E3. För banor som utrustats enligt ERTMS nivå 3, vilka då saknar både optiska signaler och spårledningar men har baliser och GSM-R. Tänkt för mindre linjer, normalt ersättande system M, S, F och R.

## Färdsätt
Oavsett system, så kan järnvägsfordon framföras med olika hantering av säkerheten. Man skiljer därför på följande färdsätt:
- Tågfärd. "Trafikverksamhet för att framföra storfordon från en driftplats eller driftplatsdel till någon annan driftplats eller driftplatsdel". Det betyder körning av normala godståg och persontåg från station till station.
- Spärrfärd. "Trafikverksamhet för rörelser med spårfordon i valfri riktning på en avspärrad bevakningssträcka". Det betyder vanligen att köra arbetståg för banunderhåll till och från ett underhållsområde men även att köra godstransporter på bibanor.
- Växling. Trafikverksamhet för att förflytta spårfordon. Det betyder att koppla isär ett tidigare tåg, koppla ihop ett nytt tåg eller bara flytta vagnar. Det sker normalt bara på bangårdar men kan ske även ute på linjen eller ute i kapillärnätet. Rent tekniskt på:
  - Sidospår
  - Huvudspår på en bevakad driftplats
  - Huvudspår omedelbart utanför en bevakad driftplats, i samband med växling på driftplatsen
  - Huvudspår på linjen eller på en obevakad driftplats, vilket förutsätter att hela eller delar av ett tågsätt eller spärrfärdssätt används. I detta fall är trafikverksamheten växling underordnad den tågfärd eller spärrfärd som pågår.

## Moduler
Fyra grupper:
- Övergripande moduler
  - Introduktion och Index
  - Termer
  - Signaler
  - Dialog och ordergivning
  - Blanketter
  - Fara och olycka
  - Vägvakt
- Färdmoduler
  - Tågfärd system H, M, E2 och E3
  - Spärrfärd system H, M, S, E2 och E3
  - Växling system H, M, S, E2 och E3
- Skyddsmoduler
  - A-skydd system H, M, S, E2 och E3. Underhållsarbete med tung utrustning där banan helt stängs av från trafik.
  - L-skydd system H, M, S och E2. Underhållsarbete med lätt utrustning som kan flyttas bort för att tåg ska kunna passera.
  - E-skydd system H, M, S och E2. Elarbete där risk finns att strömavtagare kan göra anläggningen spänningsförande.
  - S-arbete system H, M och S. Signalarbete som inte stör trafiken.
  - D-skydd system H, M, S och E2. Ett sammanhängande spårområde upplåtes för flera trafikverksamheter.
- Trafikledningsmoduler
  - Trafikledning system H, M, S, E2 och E3
  - Enkla signalställverk system M
  - Obevakade vänddriftplatser system M